# IC 710
IC 710 ist eine Spiralgalaxie vom Hubble-Typ Sa? im Sternbild Löwe an der Ekliptik. Sie ist schätzungsweise 420 Millionen Lichtjahre von der Milchstraße entfernt.
Das Objekt wurde am 13. April 1893 vom französischen Astronomen Stéphane Javelle entdeckt.